# 法定得票
法定得票（ほうていとくひょう）とは、選挙で当選が認められるために必要な得票率、または数のこと。

## 概要
選挙では、基本的には首長選や小選挙区制では得票数1位、大選挙区制では定数に応じた人数まで当選が認められる。
しかし、候補者が乱立した場合、著しく得票率の低い候補者が当選順位内に入ることがある。そこで、得票率に足切りを設け、得票率が基準に達しなければ、当選として認められないことになっている。その基準を法定得票と通称する。
日本の公職選挙法では、法定得票に到達した落選者は、参議院選挙選挙区および地方議会議員選挙では、当選者が選挙日から3ヶ月以内に死亡あるいは何らかの理由で辞職した場合、順次繰り上げ当選の対象となる。衆議院選挙小選挙区および地方首長選挙では、補欠選挙となるため原則として繰上当選はない。ただし、複数候補が同票の場合、くじ引きで当選者を決定するが、このくじにはずれた落選者に限り、全ての選挙で選挙日からの日数に関係なく繰上当選の対象となる。なお、法定得票の存在しない衆議院および参議院の比例区では、名簿に登載された候補者が残っている限り、繰り上げ当選の対象となる。但し、2000年以降の衆議院選挙において重複立候補をした候補者については、小選挙区で供託金没収点（当該小選挙区の有効投票数の10分の1）を下回る得票しか得られなかった場合、また何らかの理由で比例区で立候補した政党を離党・除名となった場合は名簿から外されるため、当然繰り上げの対象とはならない。
法定得票に達する候補者が無く、または不足した場合、再選挙が行われる。

## 公職選挙における法定得票
公職選挙法第95条に定められた法定得票は、以下の通りである。
衆議院小選挙区＊1有効得票総数÷6
衆議院比例代表（なし）
参議院選挙区有効得票総数÷議員定数÷6
参議院比例代表（なし）
都道府県知事有効得票総数÷4
都道府県議会議員有効得票総数÷議員定数÷4
市町村の長有効得票総数÷4
市町村の議会の議員有効得票総数÷議員定数÷4
1. 衆議院は、中選挙区時代は地方議会選挙と同じ基準だった。
2. ここでいう「議員定数」は参議院選挙区においては通常選挙における当該選挙区内の議員の定数（選挙すべき議員の数が通常選挙における当該選挙区内の議員の定数を超える場合（例：合併選挙）はその選挙すべき議員の数）、地方議会議員においては当該選挙区内の議員の定数（選挙区がないときは議員の定数）のことを指す。補欠選挙も通常選挙と同様の基準である。